# Tee Grizzley
Tee Grizzley, pseudonimo di Terry Sanchez Wallace Jr. (Detroit, 23 marzo 1994), è un rapper statunitense.

## Biografia
My Moment (2017), mixtape d'esordio, si è collocato alla 44ª posizione della Billboard 200 e ha venduto oltre 500 000 unità equivalenti, venendo certificato oro dalla Recording Industry Association of America. È poi uscito il mixtape Bloodas (2017), in collaborazione con Lil Durk, secondo ingresso del rapper nella top 100 nazionale.
Still My Moment (2018) ha raggiunto la 29ª posizione della graduatoria LP statunitense. L'album in studio di debutto Activated (2018), invece, ha segnato la prima entrata del rapper nella top ten nazionale. Il disco successivo, dal titolo Scriptures (2019), si è fermato al 20º posto della classifica.
Il quarto mixtape The Smartest (2020) si è posizionato 22º nella Billboard 200. Ad esso ha fatto seguito Built for Whatever (2021), progetto con cui ottiene il suo secondo miglior posizionamento di allora in classifica (15º posto).
Half Tee Half Beast, reso disponibile a partire dall'aprile 2022, ha fatto l'ingresso nella graduatoria LP statunitense al 116º posto. Anche il mixtape seguente Chapters of the Trenches (2022) è entrato in classifica.
Tee's Coney Island (2023), il suo LP più recente, ha debuttato alla 65ª posizione della Billboard 200. La RIAA gli ha certificato 15,5 milioni di unità in singoli, di cui 6 solo per il singolo d'esordio First Day Out (2017).

## Discografia

### Album in studio
- 2018 – Activated
- 2019 – Scriptures
- 2021 – Built for Whatever
- 2023 – Tee's Coney Island

### Mixtape
- 2017 – My Moment
- 2017 – Bloodas (con Lil Durk)
- 2018 – Still My Moment
- 2020 – The Smartest
- 2022 – Half Tee Half Beast
- 2022 – Chapters of the Trenches
- 2023 – Controversy (con Skilla Baby)

### Singoli
- 2017 – First Day Out (solo o feat. Meek Mill)
- 2017 – Straight To It (feat. Band Gang)
- 2017 – Second Day Out
- 2017 – From the D to the A (feat. Lil Yachty)
- 2017 – Teetroit
- 2017 – Beef (feat. Meek Mill)
- 2017 – Win
- 2017 – WhatYo City Like (con Lil Durk)
- 2018 – Colors
- 2018 – Don't Even Trip (feat. Moneybagg Yo)
- 2019 – God's Warrior
- 2019 – Locked Up
- 2019 – Satish
- 2020 – Red Light (con Hit-Boy)
- 2020 – Payroll (feat. Payroll Giovanni)
- 2020 – I Spy
- 2020 – Mr. Officer (feat. Queen Naija and members of the Detroit Youth Choir)
- 2020 – Champagne Cry (con TMG Fresh)
- 2020 – Married To My Enemies (con Jackboy)
- 2020 – Wit a Sticc (con Stupid Young)
- 2021 – Gave That Back (con Baby Grizzley)
- 2021 – Late Night Calls
- 2021 – Robbery Part Two
- 2022 – Afterlife
- 2022 – Beat the Streets
- 2022 – Buss It All Down
- 2022 – Robbery
- 2022 – Thanksgiving (con Antt Beatz e DJ Drama)
- 2023 – Dropped the Lo (con Skilla Baby)
- 2023 – B&E, Pt. 1 (con Skilla Baby)
- 2023 – IDGAF (feat. Chris Brown & Mariah the Scientist)
- 2023 – Grizzley 2Tymes (con Finesse2Tymes)
- 2023 – Finesse2Tymes
- 2024 – Loophole (feat. 21 Savage)
- 2024 – Pressin' (con Kash Doll)
- 2024 – Suffer in Silence
- 2024 – Swear to God (feat. Future)
- 2024 – Robbery 7
- 2024 – Cecil Fielder (con Boldy James e Harry Fraud)
- 2024 – Hoodbachi (con Doodie Lo)